# Ein Fall für zwei: Kratzer im Lack
Kratzer im Lack ist der Titel der neunten Episode der Krimiserie Ein Fall für zwei mit Günter Strack und Claus Theo Gärtner in den Hauptrollen.

## Handlung
Nach dem Besuch einer Bar fährt Herbert Schlichting in angetrunkenem Zustand mit einer Prostituierten, die er dort kennengelernt hat, zu ihr nach Hause. Beim Einparken verursacht er einen Blechschaden an einem anderen Fahrzeug und klemmt seine Visitenkarte unter dessen Scheibenwischer. Der Fahrzeugbesitzer Erich Brenneisen findet diese dort vor.
Schlichting sucht am nächsten Tag Dr. Renz auf und berichtet von dem Vorfall. An das Kennzeichen des anderen Fahrzeugs kann er sich nicht erinnern. Josef Matula wird beauftragt, den Fahrzeugbesitzer ausfindig zu machen. Von der Polizei erfährt er, dass in dem Haus mit der genannten Adresse in der Nacht ein Mord geschehen sei.
Brenneisen ruft Schlichting an und erklärt, dass er auf eine Reparatur des Schadens verzichte. Er begründet dies damit, dass er ebenfalls bei einer Prostituierten gewesen sei und dies nicht publik werden solle. Erleichtert berichtet Schlichting Matula, dass sich der Sachverhalt erledigt habe. Matula erzählt ihm von dem Mord und rät ihm, als Zeuge zur Polizei zu gehen. Dies lehnt Schlichting jedoch ab. Matula ermittelt den Namen der Prostituierten Rita Kopetzki. Von dieser erfährt er, dass sie angeblich nichts von Schlichtings Unfall mitbekommen habe.
Brenneisen meldet sich erneut bei Schlichting und beschuldigt ihn, der Polizei einen Hinweis gegeben zu haben und ihn mit einem anonymen Schreiben erpressen zu wollen. Gegenüber Dr. Renz und Matula vermutet Schlichting, dass es möglicherweise die Prostituierte sein könne, die Brenneisen erpresst. Nun empfiehlt auch Dr. Renz den Gang zur Polizei, was Schlichting abermals ablehnt. Matula stellt Rita Kopetzki zur Rede. Diese schreibt Brenneisen daraufhin einen weiteren anonymen Brief und verlangt 100.000 DM Schweigegeld. Brenneisen ruft daraufhin abermals bei Schlichting an, der ihm mitteilt, dass er an jenem Abend von einer Dame begleitet wurde, die ihn mutmaßlich kenne.
Brenneisen trifft sich mit Rita und offenbart ihr, dass er in Schwierigkeiten stecke und erpresst werde. Er bittet sie, ihm ein Alibi zu geben, was sie verlegen ablehnt. Später gibt sie zu, die Erpresserbriefe geschrieben zu haben. Als er sie nach Hause begleitet, wartet Schlichting bereits dort und informiert Dr. Renz über das Eintreffen der beiden. Da Rita Kopetzki einen Anruf von Renz nicht beantwortet, sucht er sie gemeinsam mit Schlichting persönlich auf. Als weder Brenneisen noch Kopetzki sich auf seine Nachfragen hin zu dem Mordfall äußern, deutet Renz an, die Wohnung wieder zu verlassen. Kopetzki bittet jedoch darum, nicht mit Brenneisen allein gelassen zu werden, da sie Angst vor ihm habe. In die Enge getrieben, gesteht Brenneisen schließlich die Tat, die offenbar aber nur fahrlässige Tötung mit unterlassener Hilfeleistung zu sein scheint.

## Hintergrund
Die Episode wurde überwiegend im Rhein-Main-Gebiet gedreht. Die Kulisse der Kanzlei von Dr. Renz befand sich im Hotel InterContinental Frankfurt. Aus dem Fenster heraus ist zu erkennen, dass sich die Zwillingstürme des Deutsche-Bank-Hochhauses während der Dreharbeiten in der Bauphase befanden. Matula und Dr. Renz treffen sich in einer Szene vor dem Haus Wertheim und spazieren anschließend über den Eisernen Steg, wobei im Hintergrund die Leonhardskirche zu sehen ist.

Drehorte (Auswahl)
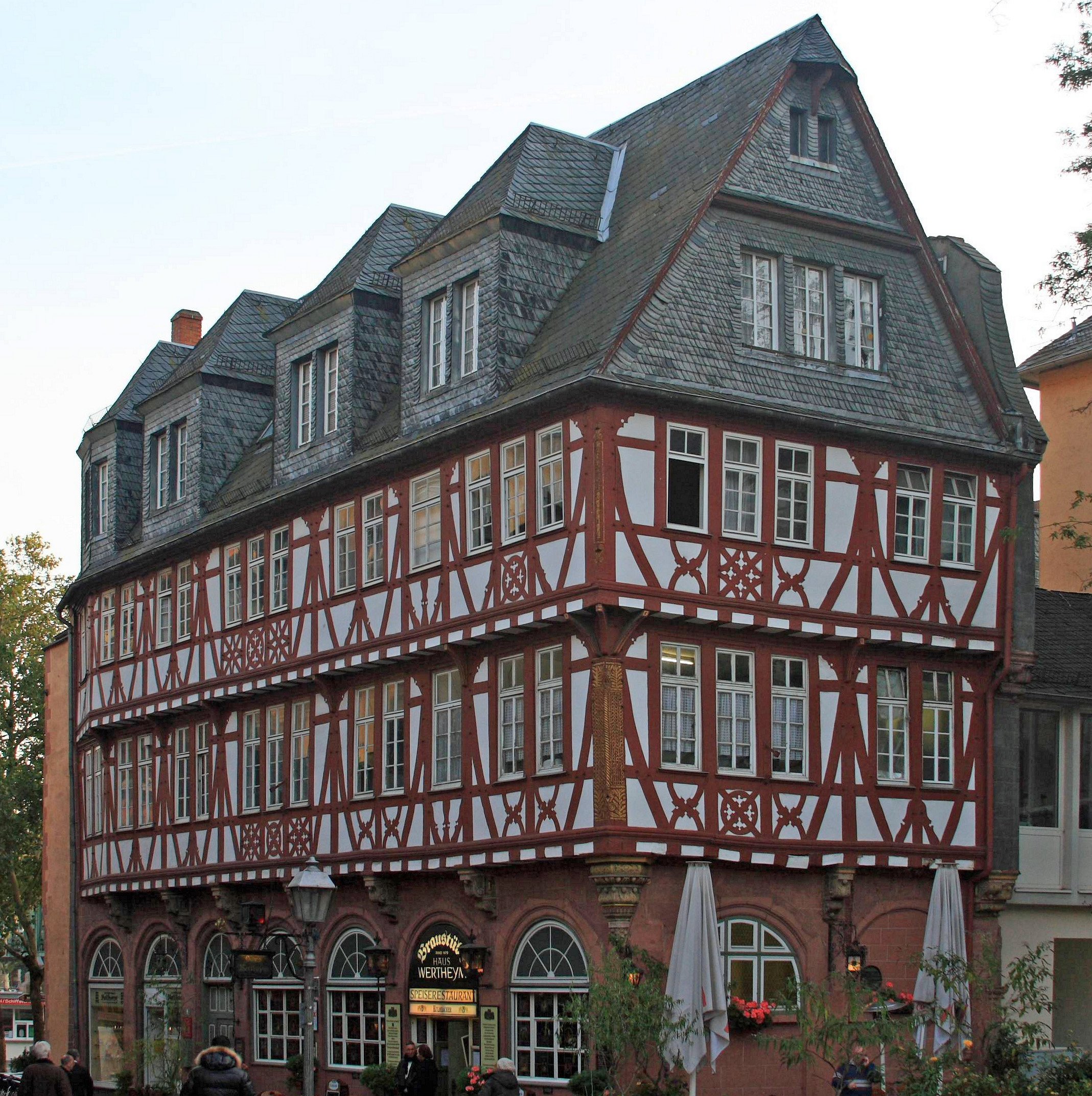
Haus Wertheim
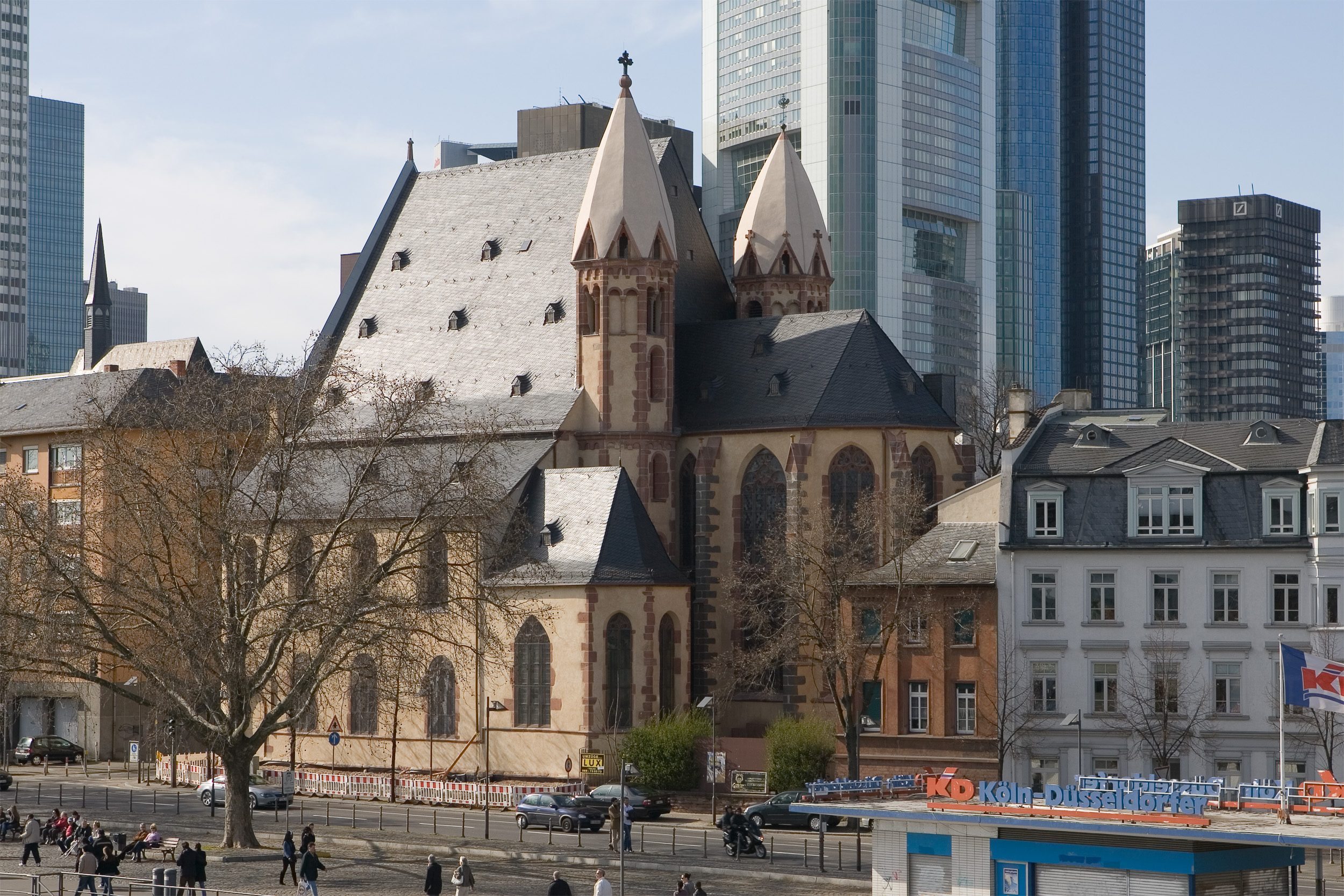
Leonhardskirche
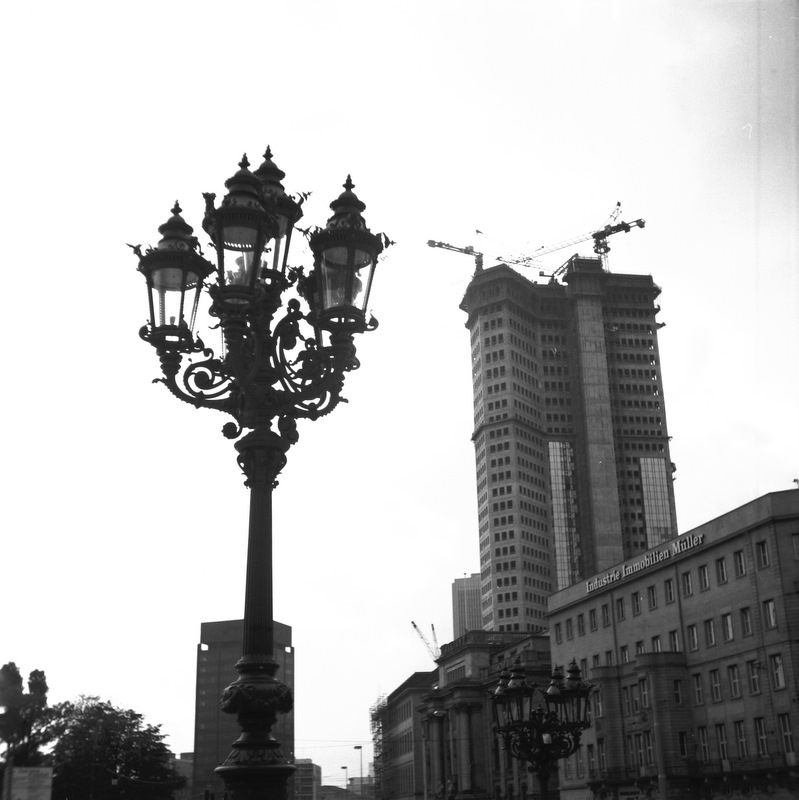
Zwillingsturm der Deutschen Bank während der Bauphase